# Α-ketoizokapronsav
Az α-ketoizokapronsav a leucin anyagcseréjének egyik köztitemréke.

## Fordítás
Ez a szócikk részben vagy egészben az Alpha-Ketoisocaproic acid című angol Wikipédia-szócikk ezen változatának fordításán alapul.  Az eredeti cikk szerkesztőit annak laptörténete sorolja fel. Ez a jelzés csupán a megfogalmazás eredetét és a szerzői jogokat jelzi, nem szolgál a cikkben szereplő információk forrásmegjelöléseként.